# 1886年至1887年英格蘭足總盃
1886/87球季英格蘭足總盃（英語：FA Cup），是第16屆英格蘭足總盃，今屆賽事的冠軍是阿士東維拉，他們在決賽以2:0擊敗西布朗，奪得冠軍。本屆賽事繼續在橢圓體育場舉行。
連續兩屆殺入決賽的西布朗，再次弒羽而歸。

## 外部連結
1. 英格蘭足總盃官網Archive-It的存檔，存档日期2012-04-24
2. 英格蘭足總盃 歷屆冠軍（页面存档备份，存于）